# 大头委陵菜
大头委陵菜（学名：Potentilla conferta var. cinferta）为蔷薇科委陵菜属的变种。分布于俄罗斯、蒙古以及中国大陆的新疆、西藏、内蒙古、四川、黑龙江、山西、甘肃、河北、云南等地，生长于海拔100米至3,760米的地区，一般生于草甸、山坡草地、耕地田寮、沟谷以及灌丛中，目前尚未由人工引种栽培。

## 别名
白毛委陵菜（东北植物检索表）、大头委陵菜（东北草本植物志）

## 异名
- Potentilla conferta Bunge var. trijuga Yu et Li